# 琉球新報
琉球新報（日语：／ Ryūkyū Shimpō）是日本沖繩縣的主要日報之一，由株式会社琉球新報社發行。目前琉球新報與沖繩時報同為沖繩縣最有影響力的兩份報紙。

## 历史
琉球新報於1893年創刊，是沖繩縣最早的一家報紙。當時琉球新報在政治上較為偏向支持日本對琉球的統治，同時支持公同會運動和自由民權運動，以及日本政府對標準日本語的強制推行。
1940年，由於日本政府推行「一縣一紙化」政策，「琉球新報」、「沖繩朝日新聞」、「沖繩日報」三家報紙合併，改稱「沖繩新報」。1945年6月琉球群島被美國佔領之後，琉球新報改稱「宇流麻新報」（日语：うるま新報）。1951年舊金山和約簽訂之後，改回原名琉球新報。

## 外部連結
- 官方网站
- YouTube上的琉球新報頻道
- 琉球新報的Facebook專頁
- 琉球新報的X（前Twitter）
- 琉球新報電子版 （页面存档备份，存于）